# نهر كورس

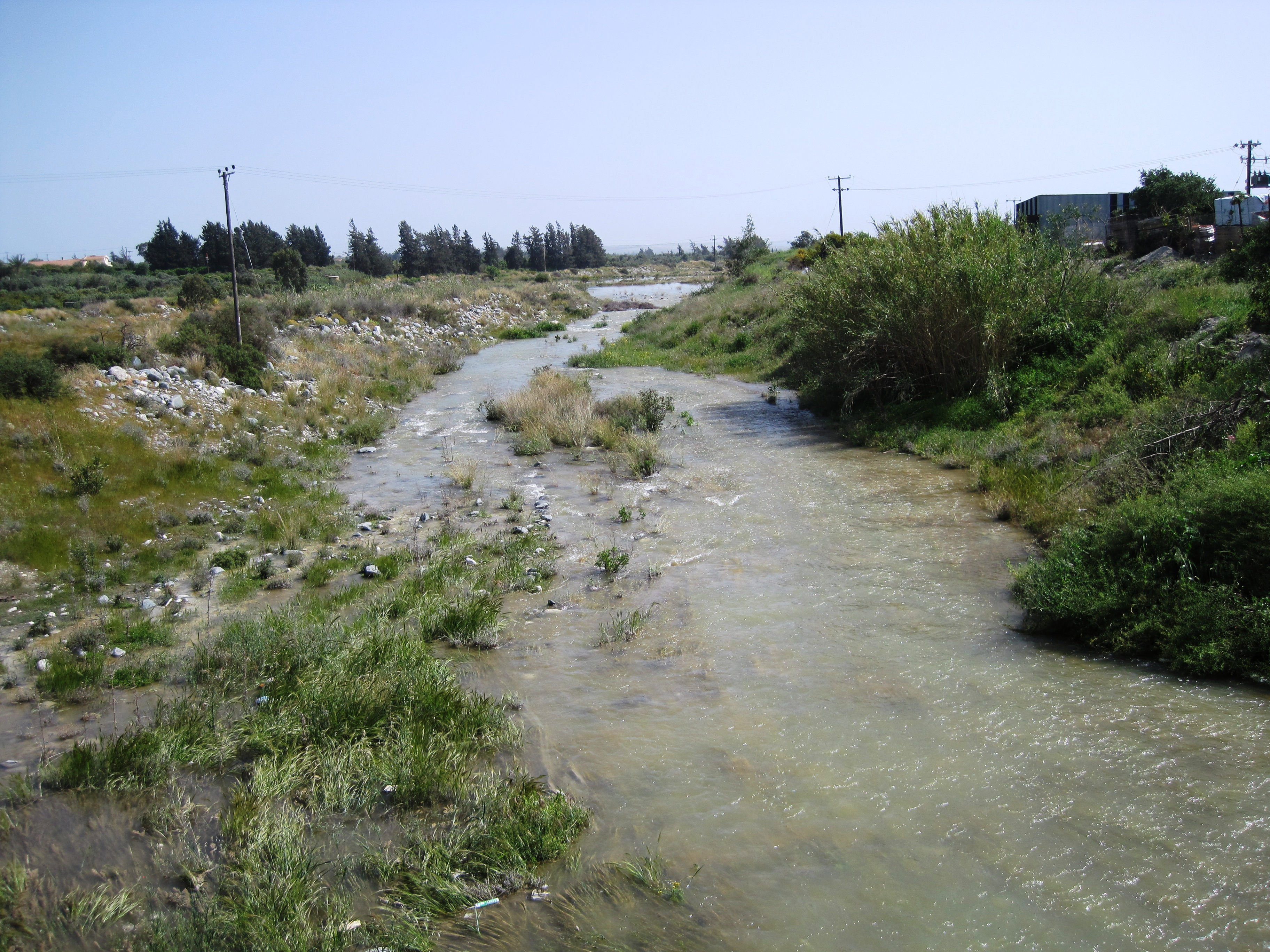
نهر كورس

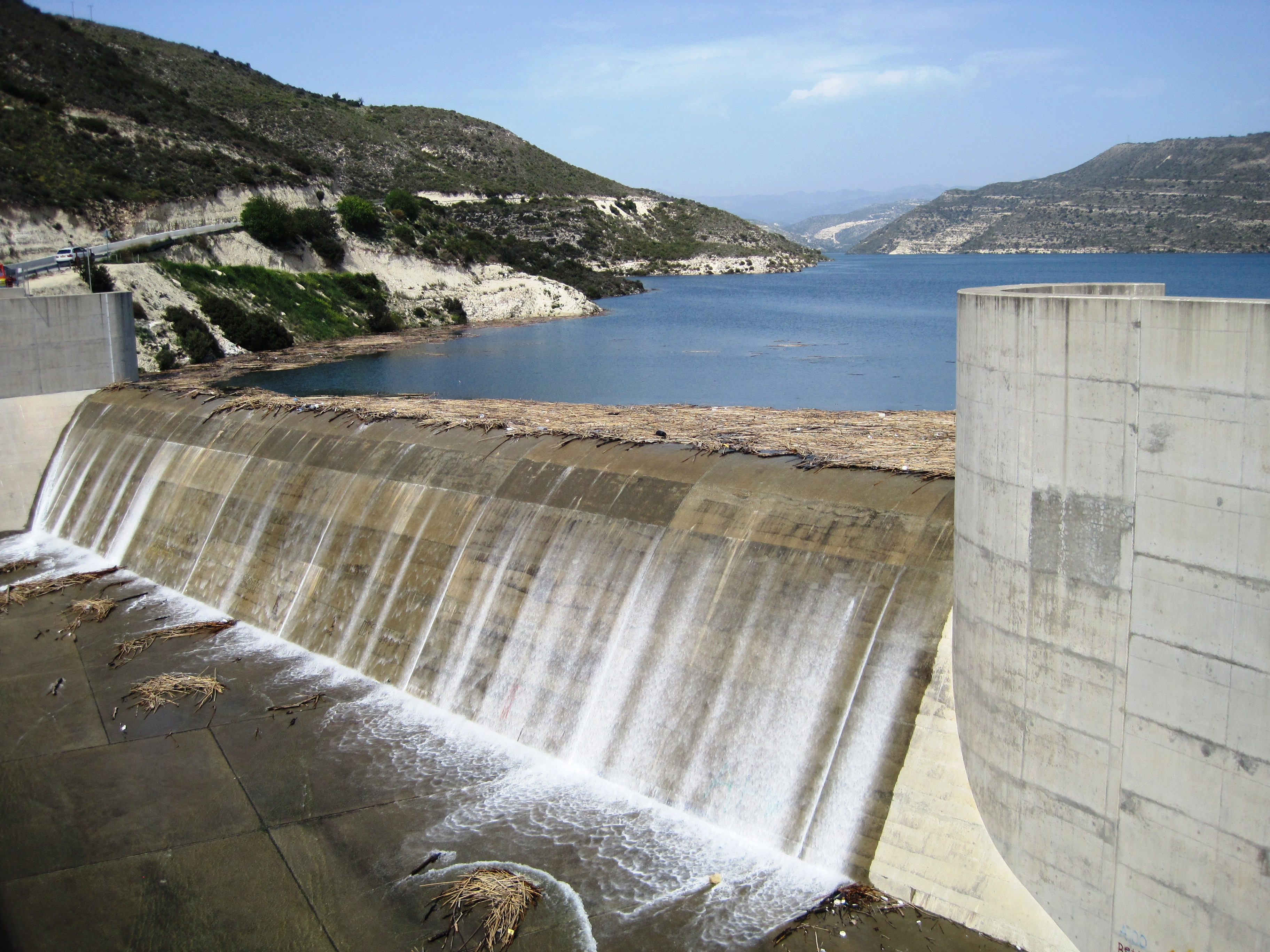
سد كورس

نهر كورس (باليونانية: Κούρης)‏, (بالتركية: Kuris)‏ هو معبر مائي في قبرص. طوله 38 كم (24 ميل)،ينبع من الجزء الجنوبي من جبال ترودوس ويخترق منطقة ليماسول حيث يصل، إلى البحر في كوريون.ليس للنهر روافد كثيرة على مساره وخاصة بعد بناء سد كورس في عام 1980. وكان لهذا تأثير على توسيع الحوض الشمالي للنهر . يقع إيمري على الجانب الشرقي للنهر، في حين كانتو تقع على الجزء الغربي من النهر، ولقد تم استكشاف المنطقة المحيطة للنهر من قبل لويجي بالما دي وذلك في عام 1870.